# Ponapella pihapiha
Ponapella pihapiha là một loài ốc cỡ nhỏ có nắp, là động vật thân mềm chân bụng sống dưới nước trong họ Assimineidae. Nó là loài đặc hữu của Micronesia.